# Mehfil

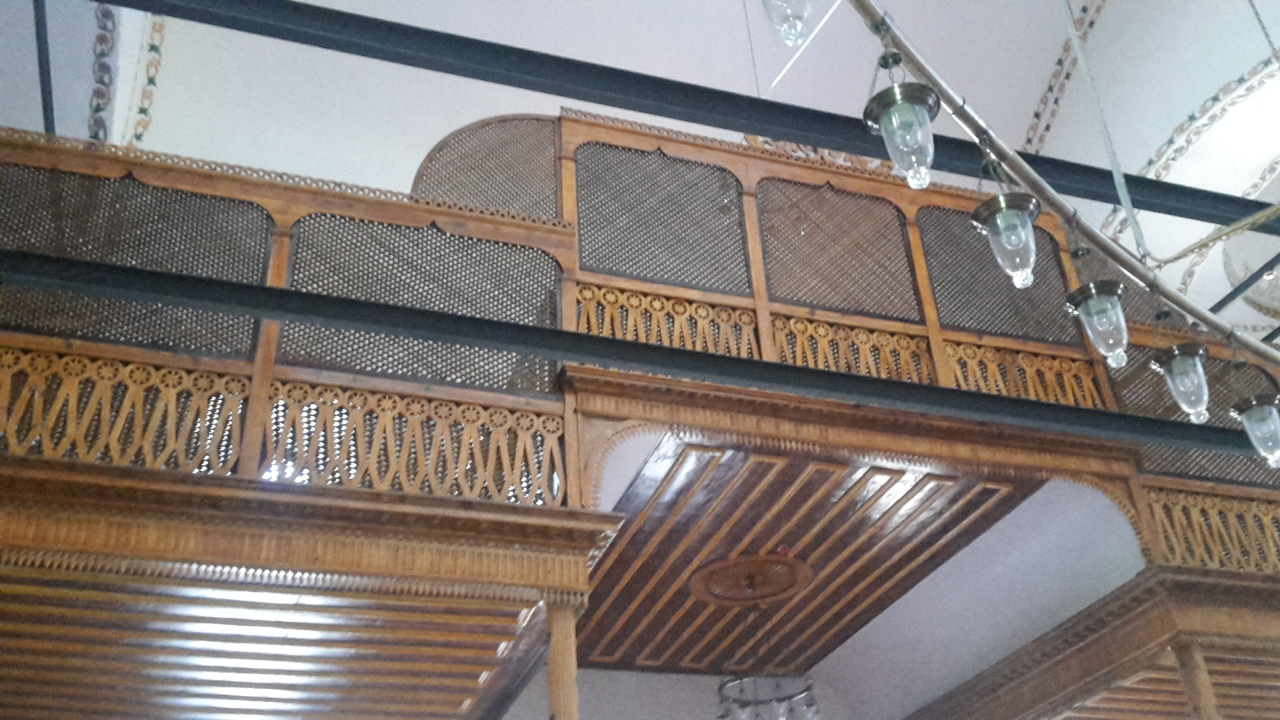
Das Mehfil der Zaganos-Pascha-Moschee in der türkischen Stadt Balikesir

Ein Mehfil (Hindi: महफिल, mahaphil, auch Mahfil, von arabisch محفل, DMG mahfil, „Versammlung“, „Begegnungsstätte“) ist eine Veranstaltungsform der klassischen nordindischen Musik, aber auch eine Tanzaufführung oder eine Poesierezitation. Sie findet in Indien für ein kleines, ausgewähltes Publikum in einem intimen Rahmen statt. 
Ursprünglich wurden Mehfils in den Privathäusern der oberen Gesellschaftsschichten und an den Höfen der Maharadschas und des Adels veranstaltet. Diese Adeligen und Reichen waren gleichzeitig über Jahrtausende die Mäzene der Künstler und boten damit die wirtschaftliche Grundlage für Generationen von Künstlern der hindustanischen Musik.
Auch die halbklassischen und religiösen Gesangsformen Ghazal, Thumri und Qawwali kommen im Rahmen eines Mehfils zur Aufführung, allerdings war dies in der Vergangenheit weiter verbreitet als in der Gegenwart.
In den Moschee in der Türkei wird Mahfil eine erhöhte Plattform genannt, die zumeist  aus Holz besteht, entsprechend dem arabischen Wort Dikka. Auf diesem, von einem gitterförmigen Balkongeländer umgebenen Gebetsplatz gegenüber dem Minbar (Predigerkanzel) saßen früher der Muezzin oder während der Gebetszeiten der Sultan und sein Hofstaat (Sultansloge).
Im indischen Sufismus bedeutet mehfil-e-sama, das Hören von Musik, eine Art des Gottgedenkens, ähnlich dem Dhikr.